# مابل فارست
هلنا مابل چکلی فارست (به انگلیسی: Mabel Forrest) (زادهٔ ۶ مارس ۱۸۷۲ – درگذشتهٔ ۱۸ مارس ۱۹۳۵) نویسنده، روزنامه‌نگار و شاعر استرالیایی بود.

## مرگ
فارست پس از یک دوره بیماری طولانی در ۱۸ مارس ۱۹۳۵ در بریزبن بر اثر ذات الریه درگذشت.